# Chine aux Jeux paralympiques d'hiver de 2010
La République populaire de Chine a participé aux Jeux paralympiques d'hiver de 2010 à Vancouver, au Canada ; ses sept athlètes n'y ont remporté aucune médaille.

## Médailles
— aucune —